# Kułan indyjski
Kułan indyjski (Equus hemionus khur) – podgatunek kułana azjatyckiego zamieszkujący Indie.

## Opis
Kułan indyjski, wraz z innymi podgatunkami kułanów azjatyckich, różni się znacznie od osłów afrykańskich. Sierść jest zwykle piaskowa, ale jej barwa może zmieniać się w zakresie od czerwonawo-szarej, przez płową do jasno-orzechowej. Zwierzę ma sterczącą, ciemną grzywę, przebiegającą od tyłu głowy wzdłuż szyi. Dalej grzywa przechodzi w ciemny pas biegnący od szyi do ogona.

## Zasięg i środowisko
Obszar występowania tego podgatunku rozciągał się kiedyś od zachodnich Indii do zachodniego Pakistanu (prowincje Sindh i Beludżystan), Afganistanu i południowo-zachodniego Iranu. Dzisiaj jego ostatnią ostoją jest rezerwat kułana indyjskiego położony na solnisku Mały Rann i otaczających go obszarach Wielkiego Rannu w indyjskiej prowincji Gudźarat. Zwierzę bywa jednak widywane również w okolicy Surendranagaru, Banaskanthy, Mehsany i innych miast okręgu Kaććh. Solniska (rann) oraz suche obszary porośnięte trawą i krzewami stanowią jego ulubione środowisko.

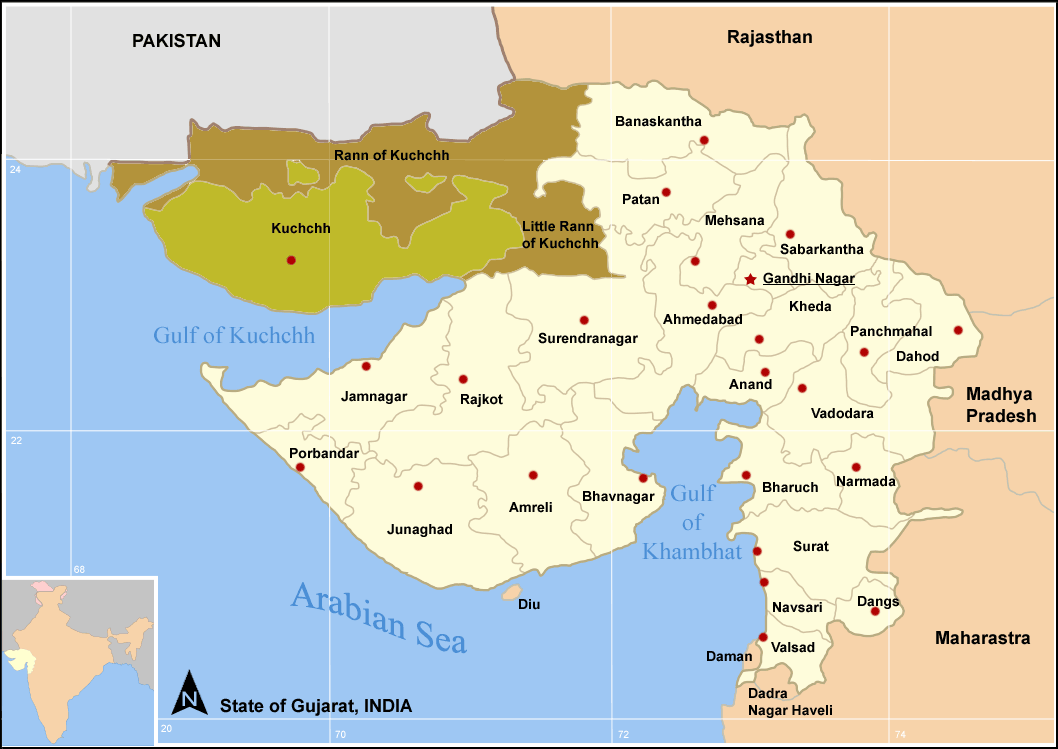
Mapa Gudżaratu pokazująca położenie Małego i Wielkiego Rannu

## Wzrost zasięgu występowania
Wydaje się, że następuje wzrost liczebności i rozszerzanie zasięgu występowania z Małego Rannu, gdzie ostatnia populacja tego podgatunku uległa w ostatnich latach zagęszczeniu i stopniowo zaczyna stamtąd wyruszać i kolonizować nie tylko Wielki Rann, ale i okolice granicznych wiosek okręgu Jalor w sąsiednim Radżastanie. Można powiedzieć, że w ten sposób został złamany monopol Gudźaratu na kułana indyjskiego. W Radżastanie zaobserwowano jego obecność w Khejariali i okolicy, gdzie 60 km² ziemi przekazano Ministerstwu Leśnictwa Radżastanu przez władze skarbowe w 2007 r. Zamieszkujący tu lud Rabari (hodowcy wielbłądów i owiec) żyje lasach jadłoszynowych obok gazeli indyjskich, hien, lisów, arabskich kotów mau i wilków.

## Biologia i sposób życia
Kułany indyjskie pasą się od rana do wieczora. Żywią się trawą, liśćmi i owocami, roślinami uprawnymi, strąkami prosopisu i roślinami rosnącymi na solniskach. Jest to jeden z najszybszych zwierząt Indii, a osiągając 70–80 km/h, potrafi wyprzedzić jeepa. Ogiery żyją samotnie lub w małych grupach po dwie, trzy sztuki podczas gdy ich rodzinne stada są znacznie większe. Okres godowy przypada w porze deszczowej. Gdy klacz wchodzi w okres rui, odłącza się od stada wraz z ogierem, który walczy o jej posiadanie z innymi rywalami. Po kilku dniach para wraca do stada. Klacz rodzi jednego źrebaka. Ogierki odłączają się od rodzinnego stada w wieku 1–2 lat, natomiast klaczki w nim pozostają.

## Zagrożenia i ochrona
Nie jest jasne, jak kułan indyjski zniknął ze swoich wcześniejszych siedlisk w zachodnich Indiach i Pakistanie, ponieważ nigdy nie był celem polowań indyjskich maharadżów i urzędników kolonialnych Indii Brytyjskich.
Polowania cieszyły się wielką popularnością u władców z dynastii Wielkich Mogołów i ówczesnej szlachty, co opisał cesarz Dżahangir w swoim dziele Tuzk-e-Jahangiri. W zachowanej, ilustrowanej kopii Akbarmamy, kroniki panowania Akbara, trzeciego cesarza tej dynastii, znajduje się ilustracja, na której widać Akbara z kilkoma upolowanymi przez siebie kułanami indyjskimi.
W latach 1958–1960 kułan indyjski stał się ofiarą przenoszonej przez muchy epidemii surry, powodowanej przez świdrowca Evansa, która spowodowała gwałtowny spadek jego populacji w Indiach. W listopadzie i grudniu 1961 r. populacja kułana indyjskiego zmniejszyła się do 870 sztuk po wybuchu epidemii afrykańskiego pomoru koni.
Poza epidemiami innymi zagrożeniami dla podgatunku są degradacja środowiska spowodowana produkcją soli, inwazja zarośli jadłoszynu baziowatego (Prosopis juliflora) oraz przybycie nomadów z ludu Maldhari wypasających swoje zwierzęta. Przedsięwzięcia ochronne rozpoczęte w 1969 r. spowodowały wzrost populacji do 4000 sztuk.

## Potrzeba odbudowy populacji
W ubiegłym wieku kułan indyjski żył w suchych regionach północno-wschodnich Indii i Pakistanu. Do dziś przetrwał tylko w Małym Rannie, a nieliczne zabłąkane okazy docierają w kierunku Wielkiego Rannu i okolicznych wsi okręgu Jalor w Radżastanie. W 1940 r. przeprowadzono pierwszy spis kułanów indyjskich i ich liczbę określono na 3500 sztuk. Jednak w 1960 r. jego liczba spadła do 362 i został zaklasyfikowany do gatunków zagrożonych. W latach 1973–1976 solnisko i sąsiednie okręgi zostały uznane za obszary ochronne kułana indyjskiego. Od 1976 r. ministerstwo leśnictwa zaczęło przeprowadzać spisy jego pogłowia. Zwiększono liczbę wodopojów na tych obszarach, a ministerstwo wystartowało z projektem uprawy paszy na specjalnych polach i osiągnęło oczekiwany sukces. W 1998 r. populacja była oceniana na 2940 sztuk, a w 2004 r. osiągnęła 3863 sztuki. Ostatni spis przeprowadzony w 2009 r. wykazał wzrost populacji do ok. 4038 sztuk, czyli o 4,53% w porównaniu z 2004 r. Ostatnio zaobserwowano go tuż obok Ahmadabadu w pobliżu rezerwatu ptaków Nal Sarovar. Wygląda więc, że jego zasięg nie jest już ograniczony do solnisk, ponieważ zaobserwowano go koło rezerwatu Banni Grasslands w okręgu Kaććh. W Gudźaracie znaleziono go jeszcze w okręgach Surendranagar, Rajkot, Patan, Banaskantha. Ta populacja dysponuje jedyną pulą genów kułana indyjskiego na całym świecie oraz jedną z sześciu geograficznych odmian lub podgatunków onagera żyjących na Ziemi.
Populacja rośnie do 1976 r., ale eksperci ostrzegają, że długoterminowe trendy wykazują silne wahania. Okręg Kaććh jest narażony na susze spowodowane nieprzewidywalnością monsunów. Populacja kułana indyjskiego może więc gwałtownie się zmniejszyć z powodu masowego wymierania. Tylko w przypadku, jeżeli nie będą zdarzać się okresy silnej suszy, kułan indyjski będzie się rozmnażać i rozprzestrzeniać na Wielkim Rannie i sąsiednim Radżastanie, w środowiskach, które zajmował w niedalekiej przeszłości. Raport Fundacji Ekologicznej Edukacji i Rozwoju Radżastanu (GEER) zaleca, by pustynia Thar stała się alternatywnym miejscem dla przywrócenia kułana indyjskiego poprzez jego reintrodukcję.

## Galeria

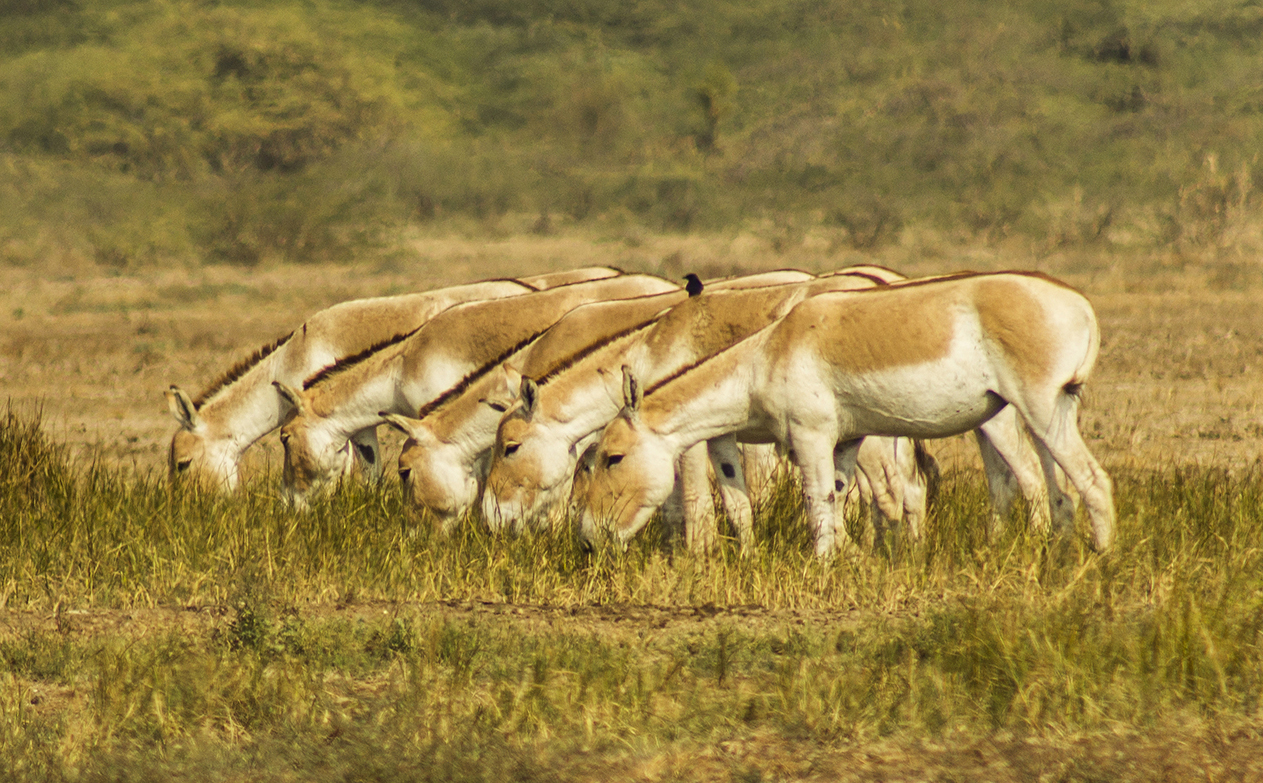
Stado kułanów indyjskich pasących się na Małym Rannie
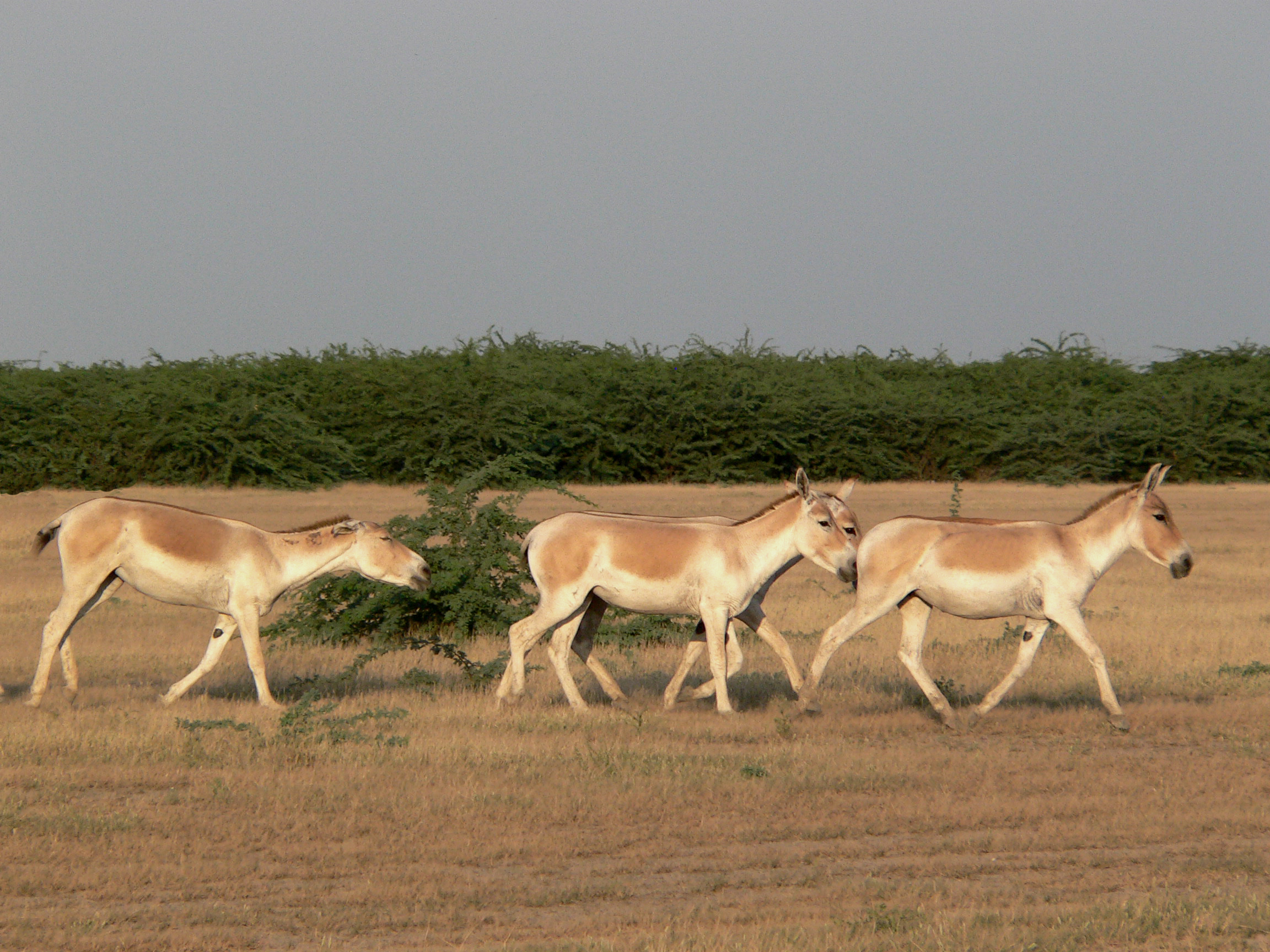
Grupa samic kułana indyjskiego zrywających się do biegu
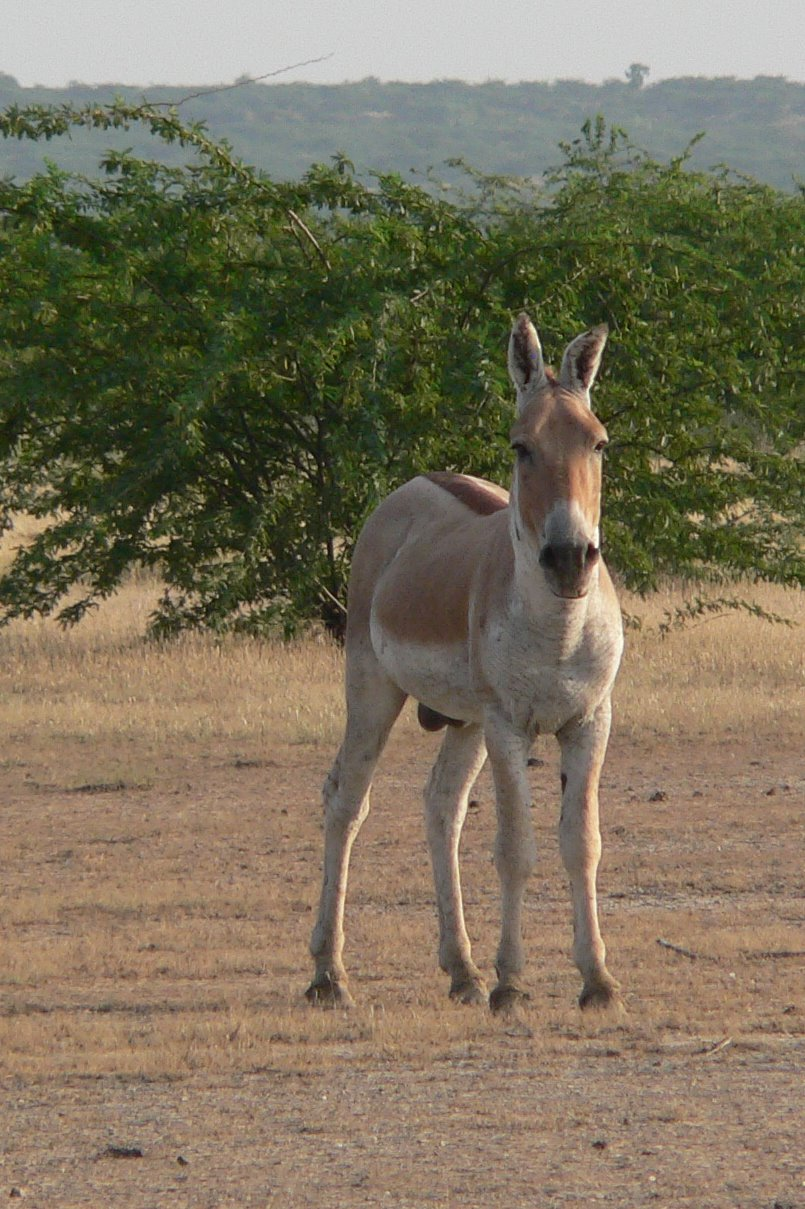
Samiec alfa
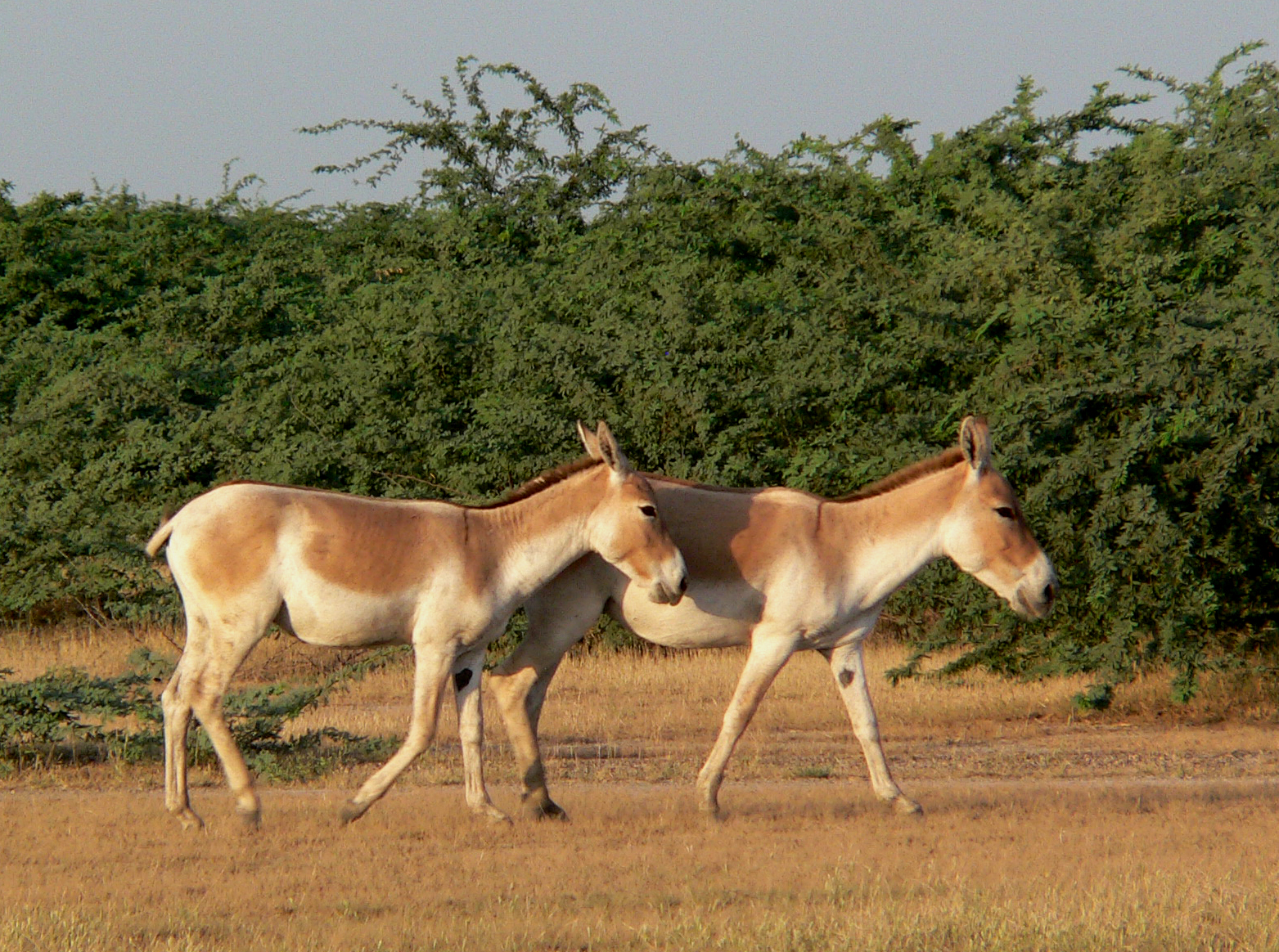
Stadko na Małym Rannie
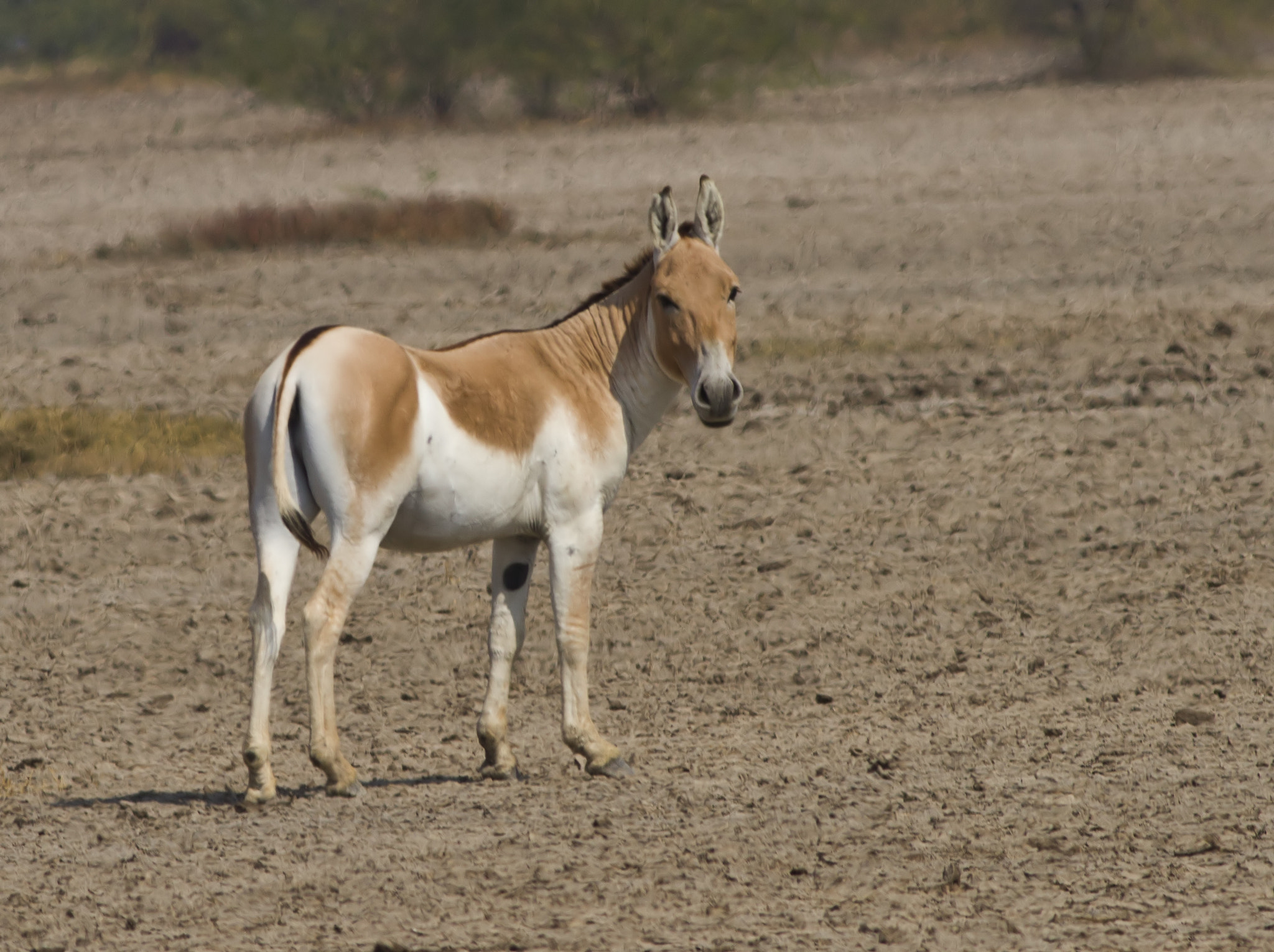
Kułan indyjski

## Spokrewnione podgatunki
- kułan mongolski Equus hemionus hemionus
- kułan turkmeński Equus hemionus kulan
- kułan perski Equus hemionus onager
- kułan syryjski Equus hemionus hemippus (wymarły)

## Inne źródła
- Rise in Gujarat’s wild ass population, By Jumana Shah, Apr 9, 2009, DNA, India.
- The salt of the earth – The Little Rann of Kutch contributes about 60 per cent of the salt manufactured in the country. But Gujarat’s politicians have done little for the Agariya community that produces it. hindu.com. [zarchiwizowane z tego adresu (2009-04-27)].; by Manas Dasgupta; April 23, 2009; The Hindu, Online edition of India’s National Newspaper
- Wild asses population rises by 4%. articles.timesofindia.indiatimes.com. [zarchiwizowane z tego adresu (2012-10-25)].; TNN; 11 April 2009; Times of India
- Wild Ass vulnerable to flu. articles.timesofindia.indiatimes.com. [zarchiwizowane z tego adresu (2012-10-25)].; by TNN; 9 April 2009; Times of India
- Wild ass census to kick off from April 5. articles.timesofindia.indiatimes.com. [zarchiwizowane z tego adresu (2012-10-25)].; TNN; 31 March 2009; Times of India
- Bleak future for traditional salt; by Anosh Malekar; February 21, 2009; Courtesy: Infochange News & Features; ComodittyOnline
- Kutch gets biosphere reserve status – The Greater and Little Rann of Kutch have finally got the much-awaited status of biosphere reserve.; Himanshu Kaushik, TNN; July 22, 2008; Economic Times; Times of India
- Kutch Branch Canal through sanctuary not to hamper movement of wild ass. expressindia.com. [zarchiwizowane z tego adresu (2012-10-02)].; Bashir Pathan; February 16, 2008; Indian Express Newspaper
- Kutch’s wild ass habitat may soon get heritage label (2 Page article online); by DP Bhattacharya; Jul 26, 2007; Indian Express Newspaper
- Salt-makers in Gujarat face eviction; by Virendra Pandit; April 9, 2007; Business Line, Business Daily from The Hindu group of publications
- Wild ass robs agarias’ livelihood; February 15, 2007; Rediff India Abroad
- Indian Wild Ass Sanctuary. hindu.com. [zarchiwizowane z tego adresu (2012-01-06)].; Sanctuary Spotlight; March 4, 2006; The Hindu, Online edition of India’s National Newspaper. Also posted at Hindu.com
- Wild ass population shows upward trend; TNN; April 3, 2004; Times of India
- Japanese duo does donkey work in Rann – ‘‘The female donkeys are left by the maldhari’s on the island of Plaswa village in the Rann of Kutch for about three months during the monsoon. Here, the Wild Ass, a protected species, breed with the female donkeys leading to the birth of hybrid donkeys which are taller than their mothers and wilder than their fathers,” says Dr R Kimura who has been a visiting researcher at the Equine Museum of Japan for the past two decades.; by Rupam Jain; November 3, 2003; Indian Express Newspaper. Also see Indianexpress.com
- Officials gear up for wild ass census. articles.timesofindia.indiatimes.com. [zarchiwizowane z tego adresu (2012-10-25)].; by TNN; 28 November 2003; Times of India
- Wild ass being robbed of its run of the Little Rann; by Anand Sundas; March 8, 1999; Indian Express Newspaper
- Salt In The Wounds – Gandhi’s historic Dandi march has bypassed them. Gujarat’s salt workers are caught up in a maze of abysmal living conditions, ignorance and neglect. By Saira Menezes; March 2, 1998; Outlook India Magazine